# Полюс (комплексен анализ)
Полюсите са вид особеност на комплексните функции на комплексна променлива, най-простата разновидност на неотстранима особена точка при тях. Дадена точка z0 в комплексната равнина е полюс на функцията f, когато тя е нула на функцията 1/f и 1/f е холоморфна в околност на z0.
Концепцията за полюсите има централно място в изследването на мероморфните функции в комплексния анализ. Дадена комплексна функция f е мероморфна в дадено отворено множество U, когато за всяка точка z от U съществува околност на z, в която или f, или 1/f е холоморфна. За мероморфните функции в U всяка нула на f е полюс на 1/f, а всеки полюс на f е нула на 1/f.